# Olaf Malmberg
Olaf Malmberg (Amsterdam, 19 januari 1966) is een Nederlands acteur, onder andere bekend door zijn rol als Hidde Driessen in de RTL-soap Malaika.
Malmberg was voor het eerst te zien in de film Vroeger is dood uit 1987, in een bijrol als SS'er. Daarna volgde al snel nog een bijrol in 12 steden, 13 ongelukken, waarin de acteur ook vaker, verschillende rollen speelde. Tevens speelde Malmberg de rol van Rudi in de "Heeey biertje?" tv-reclame van het biermerk Heineken.

## Filmografie

### Film
| Jaar | Titel                        | Rol                        | Opmerkingen                  |
| ---- | ---------------------------- | -------------------------- | ---------------------------- |
| 2013 | Het Diner                    | Fotograaf                  |                              |
| 2012 | Ik wil je                    | Directeur                  | Televisiefilm                |
| 2011 | De Ark                       | Evers                      | Korte film                   |
| 2009 | Kikkerdril                   | Dokter                     |                              |
| 2008 | Radeloos                     | Fotograaf van de fotoshoot |                              |
| 2008 | Heartbeat                    | Serveerder                 | Korte film                   |
| 2003 | Vrijdag de 14e: Van huis uit | Peter-Paul                 | Vrijdag de 14e-televisiefilm |
| 1998 | Fl 19,99                     | Theo van Vliet             |                              |
| 1996 | Domburg                      | Boris                      |                              |
| 1987 | Vroeger is dood              | SS'er                      | Bijrol                       |

### Televisieserie
| Jaar       | Titel                    | Rol                | Opmerkingen                                                |
| ---------- | ------------------------ | ------------------ | ---------------------------------------------------------- |
| 2013       | Malaika                  | Hidde Driessen     | Hoofdrol                                                   |
| 2013       | Danni Lowinski           | Advocaat           | Afl. "Klassenstrijd"                                       |
| 2013       | Moordvrouw               | Man in steeg       | Afl. "Bittere pil"                                         |
| 2012–2013  | VRijland                 | Mark de Zeeuw      | Bijrol (seizoen 3), vaste rol (seizoen 4)                  |
| 2011       | Flikken Maastricht       | KLPD'er            | Afl. "Schuld"                                              |
| 2011       | Levenslied               | Peter Rougaard     | Seizoen 1, afl. 6                                          |
| 2010       | Deadline                 | Hoofd beveiliging  | Afl. "Vluchtweg"                                           |
| 2009       | De co-assistent          | Sjaak              | Afl. "Edele delen"                                         |
| 2007       | Julia's Tango            | Michiel Stevens    | Bijrol, 3 afleveringen                                     |
| 2006       | Baantjer                 | Jaap Vermeer       | Afl. "De Cock en de onzichtbare moordenaar", deel 2        |
| 2005       | Onderweg naar morgen     | Mark van Veen      | Gastrol                                                    |
| 1999–2000  | Westenwind               | Maurits Hulzebosch | Bijrol, 11 afleveringen                                    |
| 1997       | Baantjer                 | Joost Verstegen    | Afl. "De Cock en de moord in de bigband"                   |
| 1996, 1997 | 12 steden, 13 ongelukken | Lex, Jan           | Afl. "Hartebloed" (Amsterdam) & "Wat een dag" (Oegstgeest) |
| 1996       | SamSam                   | Klaas              | Afl. "Nol, de drakendoder"                                 |
| 1992       | Zonder Ernst             | Rol onbekend       | Afl. "Rode neuzen"                                         |
| 1990       | 12 steden, 13 ongelukken | Ruud               | Afl. "Oma's kind" (Emmeloord)                              |